# Stranger (cançó de Hilary Duff)
"Stranger" és una cançó escrita per Hilary Duff, Kara DioGuardi, Vada Nobles, Derrick Harvin i Julius Diaz, que pertany al disc Dignity (2007).
Aquesta cançó va ser molt qüestionada perquè deien que era una lletra escrita sobre el seu exnovio Joel Madden que és un cantant del grup Rock. Però realment parla sobre una relació que va tenir fa temps els seus pares. Aquesta cançó va ser escrita mentre la cantant Hilary Duff encara era parella de Joel Madden.
És un vídeo amb mescles d'hindú i àrab que és el ritme que té la cançó però també té ritmes Dance, Electrònica, Rock i Pop.
Aquesta cançó va començar a promocionar-se a Internet des del dia 30 de maig del 2007, i començà a promocionar-se per les ràdios el dia 14 de juliol.
Aquesta cançó és el segon videoclip perquè és el que va obtenir més vots en la seva pàgina oficial. Mentre a Internet ha arribat al número 20 a Rússia al número 6; al Canadà i a youtube en els 3 primers dies va tenir més de 100.000 visites i fins al dia 24 de juliol del 2007 portava més 3.200.000 de vistes.